# 杏坛镇
杏坛镇是中国广东省佛山市顺德区下辖的一个镇，位于顺德区的西南部，本称夏譚鎮，取自該鎮兩大姓氏夏姓和譚姓，全镇总面积121平方公里，下辖6个社区24个村，常住人口12.4万多人，流动人口3万人。2004年，全镇国内生产总值为30亿元。2019年中国百强乡镇第81名。

## 历史
明代景泰三年（1452年），顺德建县后，杏坛一带属马宁都。（按：马宁都辖17堡：昌教、马齐、马宁、龙渚、古粉、北不、逢简、甘竹、白藤、水藤、龙山、龙江、流、江尾、云步、鼎新、福岸）。
清代顺治、康熙年间建制沿袭明代。乾隆二年（1736年）村数有变，村名亦有更改。咸丰年间，村落略有变更，堡名仍沿用旧制。光绪末年取消都、堡建制，划分自治区域，杏坛属第八区，辖34村。
民國年間，1924年，全县分為10个区，八区辖36村。（人称杏坛镇为三十六乡由此而来。）具体为高赞、上地、北头、光辉、江逶、昌教南约、昌教北约、西岸、马坑、 马齐、光华、甘竹东村、西马宁、东马宁北乡、东马宁南乡、麦村、西渚、逢简南约、逢简北约、杏坛、鹭涌、南华、罗涌、古粉、桑麻、官村、上湾、安教、罗 水、霍村、平宁、北水、南朗、龙潭、古朗、吉祐（共36村）。
到了1946年，顺德设6个指导区，辖38个乡，6个镇。八区（杏坛与九区（均安）为第六指导区。原八区所属有6个乡：登云乡、保良乡、龙渚乡、高赞乡、马昌乡、滩南乡。
1956年4月，八区称齐杏区辖五大乡。 
1958年2月，撤销区建制，只有杏坛、龙潭两大乡。同年10月，改设为杏坛人民公社，辖16个大队。继而顺德与番禺合并称番顺县。 
1959年6月，撤销番顺县，恢复顺德與番禺两县建制。
1961年，全县改为十个区，杏坛区辖五个小公社。 
1968年，公社大队管理委员会改称为革命委员会。 
1983年，撤销公社建制，复称区，大队称乡。 
1987年，撤区建镇，乡一级改称管理区。
2018年10月，政府擬在當地興建危險化學廢品處理廠，杏壇鎮居民連續兩晚發起萬人上街示威，鎮人民政府10月25日在官方微博張貼告示，決定停止這次綠色工業服務中心項目的工作。
现辖：
齐杏社区、杏坛社区、罗水社区、吕地社区、雁园社区、马齐社区、桑麻村、高赞村、上地村、新联村、海凌村、龙潭村、逢简村、北水村、吉祐村、南朗村、古朗村、昌教村、马宁村、马东村、西登村、路涌村、西北村、光辉村、麦村、光华村、东村、南华村、安富村和右滩村。

## 经济
改革开放以来，2011年地区生产总值123.6亿元，全社会固定资产投资25.8亿元，实际利用外资1.4亿美元，国、地两税收入8.1亿元。目前，全镇共有6000多家工商企业，拥有康宝电器有限公司、东方集团、德冠包装材料有限公司等一批中国驰名企业。

## 教育
目前，全镇拥有中小学校28所，其中完全小学20所，初级中学5所，普通高中1所，职业高中1所，成人文化技术学校1所。在各类学校中，有县区一级学校5所，地市一级学校14所，省一级学校1所。全镇中小学教职工1200多人，中小学学生24000多人。普高率达98.8%。